# Граве, Григорий Леонидович
Григорий Леонидович Граве (1872—1957) — русский советский зоолог.
Отец, Леонид Григорьевич Граве, небезызвестный в своё время поэт, официально занимал должность присяжного поверенного в Нижнем Новгороде.
В 1882—1891 годах учился в Александровском дворянском Нижегородском институте. В 1891 году умер отец и из-за отсутствия средств продолжил образование в рисовальной школе. После прохождения двухлетней воинской службы Григорий Леонидович Граве женился на Наталье Александровне Кузнецовой, дочери Нижегородского помещика, получившей в приданое имение в Вяземском уезде Смоленской губернии. В разное время до 1914 года он служил контролёром вяземского акцизного управления, агентом (затем — инспектором) страхового отдела смоленского губернского земства. 
В 1902 году он участвовал в большой экспедиции, возглавлявшейся Б. М. Житковым, — в качестве зоолога. Позднее московским обществом любителей естествознания, антропологии и этнографии Г. Л. Граве был направлен в Лапландию и на Айновские острова для изучения орнитофауны; из экспедиции он привёз коллекцию из 52 тушек местных птиц. Вскоре в Трудах общества изучения Смоленской губернии появились статьи Граве и по орнитофауне Смоленского края.
В Первую мировую войну он до ноября 1917 года находился в действующей армии на Германском фронте,  затем служил в Красной Армии.
С 1921 года началась преподавательская деятельность Г. Л. Граве в Смоленске, которая продолжалась до конца его жизни. Начал он лаборантом, затем был ассистентом, доцентом и, наконец, профессором, заведующим кафедрой в Смоленском университете и в Смоленском сельскохозяйственном институте. В разное время и в разных учебных заведениях он читал зоологию позвоночных и беспозвоночных, анатомию и физиологию, дарвинизм, вел занятия по гистологии и эмбриологии, факультативный курс «География животных» и «Фауна Западной области». Попутно с университетскими занятиями он читал зоологию в Политехническом институте и Смоленском лесном техникуме, общую зоологию в Западном Комвузе, анатомию и физиологию домашних животных в Высшей коммунистической сельскохозяйственной школе, биологию в институте марксизма-ленинизма.
Граве был членом московского общества любителей естествознания, московского общества акклиматизации растений и животных, смоленского филиала Всероссийского общества испытателей природы; сотрудничал в областном музее имени Н. М. Пржевальского, заведовал Вонляровской станцией смоленского университета.
В 1926 году отдел охраны природы Главнауки Наркомпроса РСФСР поручил Граве провести обследования в Бельском уезде с целью создания там среднерусского заповедника. Только в 1931 году удалось организовать Центрально-Лесной заповедник, расположенный в юго-западной части Валдайской возвышенности в 40 км к северу от станции Нелидово; среднюю часть его занимало большое по площади моховое болото — «Катин мох». Г. Л. Граве стал первым директором заповедника. Однако Граве удавалось успешно совмещать работу в заповеднике с продолжением преподавательской деятельности.
В годы войны Граве заведовал кафедрой зоологии сперва в Чувашском, а затем в Ярославском педагогических институтах. В 1949 году он вернулся в Смоленск. Лишённый своей огромной библиотеки, погибшей во время войны, он, тем не менее, составил книгу «Хищные птицы Смоленской области», которая вышла в свет в 1954 году. 